# Segunda División de México 2013-14
La Temporada 2013-14 de la Segunda División fue la LXIV temporada de torneos de la Segunda División de México. Se dividió en dos torneos cortos, el torneo Apertura 2013 y el torneo Clausura 2014.
La Segunda División se divide en dos ligas, la Liga Premier de Ascenso y la Liga de Nuevos Talentos. Cada liga jugó los torneos Apertura 2013 y Clausura 2014 por separado.

## Temporada 2013-14 Liga Premier de Ascenso
La Temporada 2013-14 de la Liga Premier de Ascenso se dividió en dos torneos cortos, el torneo Apertura 2013 y el torneo Clausura 2014. El campeón del torneo Apertura 2013, Linces de Tlaxcala, jugó contra el campeón del torneo Clausura 2014, Atlético Coatzacoalcos, para así poder determinar quien ascendería a la Liga de Ascenso.
El campeón de ascenso fue Atlético Coatzacoalcos, a pesar de haber ganado su ascenso deportivamente, no se le permitió competir en la división de plata por no cubrir los requerimientos de la liga.

### Grupo 1
| - 1 Águilas Reales de Zacatecas - 2 Alacranes de Durango - 3 Bravos de Nuevo Laredo - 4 Cachorros U. de G. - 5 Club Deportivo De Los Altos - 6 Deportivo Tepic FC - 7 Estudiantes Tecos B - 8 Cimarrones de Sonora FC |  | - 9 Loros de la Universidad de Colima - 10 Murciélagos FC - 11 Reynosa FC - 12 Dorados de la Universidad Autónoma de Chihuahua - 13 Unión de Curtidores - 14 Universidad Autónoma de Ciudad Juárez - 15 Universidad Autónoma de Tamaulipas. - 16 Vaqueros Ameca |

### Grupo 2
| - 1 Albinegros de Orizaba - 2 Cruz Azul Jasso - 3 CF Delfines del Carmen - 4 Inter Playa del Carmen - 5 CD Irapuato - 6 Linces de Tlaxcala - 7 Ocelotes UNACH - 8 Patriotas de Córdoba |  | - 9 Atlético Coatzacoalcos - 10 Real Cuautitlán - 11 Tampico Madero - 12 Atlético Veracruz - 13 Potros de la Universidad Autónoma del Estado de México - 14 Universidad Tecnológica de Nezahualcóyotl - 15 Universidad Autónoma de Zacatecas |

## Temporada 2013-14 Liga de Nuevos Talentos
La Temporada 2013-14 de la Liga de Nuevos Talentos se dividió en dos torneos cortos, el torneo Apertura 2013 y el torneo Clausura 2014. El campeón del torneo Apertura 2013, Pioneros de Cancún, jugó contra el campeón del torneo Clausura 2014, Selva Cañera, para así poder determinar quien ascendería a la Liga Premier de Ascenso.
El campeón de ascenso fue Pioneros de Cancún, y sin ningún problema ascendió a la Liga Premier de Ascenso.

### Zona I
| - Alebrijes - América Coapa - Atlante Tabasco - Atlético Chiapas - Cañoneros de Campeche - Centro Universitario del Fútbol - Club Deportivo Cuautla - Deportivo Nuevo Chimalhuacán |  | - Lobos Prepa - Pioneros de Cancún - Pumas Naucalpan - Selva Cañera - Titanes de Tulancingo - Universitario Hidalguense - Potros Zitácuaro |

### Zona II
| - 1 Académicos de Atlas - 2 Santos de Soledad - 3 Cachorros de la UANL - 4 Calor de San Pedro - 5 Celaya B - 6 Chivas Rayadas - 7 Deportivo San Juan |  | - 8 Mineros de Fresnillo F.C. - 9 Deportivo Universidad Michoacana - 10 Necaxa B - 11 Promesas de Altamira - 12 Reboceros de la Piedad - 13 Santos Los Mochis - 14 Topos de Reynosa |

## Final por el ascenso a la Liga Premier de Ascenso
La Final de Ascenso se llevó a cabo en dos encuentros, un partido de ida y un partido de vuelta.
El campeón de ascenso fue Pioneros de Cancún, y sin ningún problema ascendió a la Liga Premier de Ascenso.

### Pioneros de Cancún-Selva Cañera
| 21 de mayo de 2014, 16:00 | Selva Cañera | 0:1     | Pioneros de Cancún | Estadio Mariano Matamoros, Xochitepec |                                |
|                           |              | Reporte | C. Cauich 41'      | Asistencia: 2,500 espectadores        | Asistencia: 2,500 espectadores |

| 24 de mayo de 2014, 16:00                                                  | Pioneros de Cancún | 1:1     | Selva Cañera   | Estadio Cancún 86, Cancún      |                                |
|                                                                            | B. Tun 16'         | Reporte | L. Álvarez 48' | Asistencia: 8,000 espectadores | Asistencia: 8,000 espectadores |
| Pioneros de Cancún campeón de la Temporada 2013-14 Liga de Nuevos Talentos |                    |         |                |                                |                                |

## Final por el ascenso a la Liga de Ascenso
La Final de Ascenso se llevó a cabo en dos encuentros, un partido de ida y un partido de vuelta.
El campeón de ascenso fue Atlético Coatzacoalcos, a pesar de haber ganado su ascenso deportivamente, no se le permitió competir en la división de plata por no cubrir los requerimientos de la liga.

### Final - Ida
| 1     | POR   | Guillermo Pozos     |     |
| 4     | DEF   | Gustavo Ramos       |     |
| 5     | DEF   | Alfonso Luna        |     |
| 15    | DEF   | Víctor Rosales      |     |
| 16    | DEF   | Ernesto González    |     |
| 7     | MED   | Diego Rodríguez     |     |
| 8     | MED   | Ramon Arriaga       |     |
| 10    | MED   | Inri Manzo          | 58' |
| 12    | MED   | Ernest Nungaray     |     |
| 19    | MED   | Cristofer Castillo  |     |
| 9     | DEL   | Dagoberto Mejia     |     |
| D. T. | D. T. | Ramon Villazeballos |     |

| 1     | POR   | Carlos Fernández    |     |
| 3     | DEF   | Francisco Santillan |     |
| 4     | DEF   | Juan Ramon Zazueta  |     |
| 16    | DEF   | Edgar Coba          |     |
| 6     | MED   | Cesar Moreno        |     |
| 7     | MED   | Luis Arcadio Garcia |     |
| 10    | MED   | Jose Pozos          |     |
| 21    | MED   | Edwin Villeda       | 77' |
| 22    | MED   | Juan José Calderón  |     |
| 23    | DEL   | Jairo Henríquez     |     |
| 11    | DEL   | Amet Ramirez        | 45' |
| D. T. | D. T. | Pablo Sabater       |     |

| 20 | Centrocampista | Ricardo Hernández | 58' |

| 17 | Centrocampista | Hugo Ledezma  | 45' |
| 9  | Delantero      | Eduardo López | 77' |

| 41' · 48' · 79' | Diego Rodríguez Ernesto Rodríguez Ramon Arriaga | 1:1 2:2 3:2 |

| 29' · 47' | Amet Ramirez Edgar Coba | 1:0 1:2 |

| 31' · 46' · 60' | Diego Rodríguez Ernest Nungaray Alfonso Luna |

| 67' | Edwin Villeda |

| 45' | Juan Ramon Zazueta |

| Principal  | Saúl Fernando Orozco |
| Asistentes | Alejandro Meza       |
|            | Karen Diaz           |
| Cuarto     | Javier Rios          |

|                    |   |   |
| Tiros              | - | - |
| Tiros a puerta     | - | - |
| Faltas             | - | - |
| Saques de esquina  | - | - |
| Penaltis           | - | - |
| Fueras de juego    | - | - |
| Posesión del balón | % | % |

| Alineación inicial |

| 1     | POR   | Guillermo Pozos     |     |
| 4     | DEF   | Gustavo Ramos       |     |
| 5     | DEF   | Alfonso Luna        |     |
| 15    | DEF   | Víctor Rosales      |     |
| 16    | DEF   | Ernesto González    |     |
| 7     | MED   | Diego Rodríguez     |     |
| 8     | MED   | Ramon Arriaga       |     |
| 10    | MED   | Inri Manzo          | 58' |
| 12    | MED   | Ernest Nungaray     |     |
| 19    | MED   | Cristofer Castillo  |     |
| 9     | DEL   | Dagoberto Mejia     |     |
| D. T. | D. T. | Ramon Villazeballos |     |

| 1     | POR   | Carlos Fernández    |     |
| 3     | DEF   | Francisco Santillan |     |
| 4     | DEF   | Juan Ramon Zazueta  |     |
| 16    | DEF   | Edgar Coba          |     |
| 6     | MED   | Cesar Moreno        |     |
| 7     | MED   | Luis Arcadio Garcia |     |
| 10    | MED   | Jose Pozos          |     |
| 21    | MED   | Edwin Villeda       | 77' |
| 22    | MED   | Juan José Calderón  |     |
| 23    | DEL   | Jairo Henríquez     |     |
| 11    | DEL   | Amet Ramirez        | 45' |
| D. T. | D. T. | Pablo Sabater       |     |

| 20 | Centrocampista | Ricardo Hernández | 58' |

| 17 | Centrocampista | Hugo Ledezma  | 45' |
| 9  | Delantero      | Eduardo López | 77' |

| 41' · 48' · 79' | Diego Rodríguez Ernesto Rodríguez Ramon Arriaga | 1:1 2:2 3:2 |

| 29' · 47' | Amet Ramirez Edgar Coba | 1:0 1:2 |

| 31' · 46' · 60' | Diego Rodríguez Ernest Nungaray Alfonso Luna |

| 67' | Edwin Villeda |

| 45' | Juan Ramon Zazueta |

| Principal  | Saúl Fernando Orozco |
| Asistentes | Alejandro Meza       |
|            | Karen Diaz           |
| Cuarto     | Javier Rios          |

|                    |   |   |
| Tiros              | - | - |
| Tiros a puerta     | - | - |
| Faltas             | - | - |
| Saques de esquina  | - | - |
| Penaltis           | - | - |
| Fueras de juego    | - | - |
| Posesión del balón | % | % |

| Alineación inicial |

| 1     | POR   | Guillermo Pozos     |     |
| 4     | DEF   | Gustavo Ramos       |     |
| 5     | DEF   | Alfonso Luna        |     |
| 15    | DEF   | Víctor Rosales      |     |
| 16    | DEF   | Ernesto González    |     |
| 7     | MED   | Diego Rodríguez     |     |
| 8     | MED   | Ramon Arriaga       |     |
| 10    | MED   | Inri Manzo          | 58' |
| 12    | MED   | Ernest Nungaray     |     |
| 19    | MED   | Cristofer Castillo  |     |
| 9     | DEL   | Dagoberto Mejia     |     |
| D. T. | D. T. | Ramon Villazeballos |     |

| 1     | POR   | Carlos Fernández    |     |
| 3     | DEF   | Francisco Santillan |     |
| 4     | DEF   | Juan Ramon Zazueta  |     |
| 16    | DEF   | Edgar Coba          |     |
| 6     | MED   | Cesar Moreno        |     |
| 7     | MED   | Luis Arcadio Garcia |     |
| 10    | MED   | Jose Pozos          |     |
| 21    | MED   | Edwin Villeda       | 77' |
| 22    | MED   | Juan José Calderón  |     |
| 23    | DEL   | Jairo Henríquez     |     |
| 11    | DEL   | Amet Ramirez        | 45' |
| D. T. | D. T. | Pablo Sabater       |     |

| 20 | Centrocampista | Ricardo Hernández | 58' |

| 17 | Centrocampista | Hugo Ledezma  | 45' |
| 9  | Delantero      | Eduardo López | 77' |

| 41' · 48' · 79' | Diego Rodríguez Ernesto Rodríguez Ramon Arriaga | 1:1 2:2 3:2 |

| 29' · 47' | Amet Ramirez Edgar Coba | 1:0 1:2 |

| 31' · 46' · 60' | Diego Rodríguez Ernest Nungaray Alfonso Luna |

| 67' | Edwin Villeda |

| 45' | Juan Ramon Zazueta |

| Principal  | Saúl Fernando Orozco |
| Asistentes | Alejandro Meza       |
|            | Karen Diaz           |
| Cuarto     | Javier Rios          |

|                    |   |   |
| Tiros              | - | - |
| Tiros a puerta     | - | - |
| Faltas             | - | - |
| Saques de esquina  | - | - |
| Penaltis           | - | - |
| Fueras de juego    | - | - |
| Posesión del balón | % | % |

| Alineación inicial |

| 1     | POR   | Guillermo Pozos     |     |
| 4     | DEF   | Gustavo Ramos       |     |
| 5     | DEF   | Alfonso Luna        |     |
| 15    | DEF   | Víctor Rosales      |     |
| 16    | DEF   | Ernesto González    |     |
| 7     | MED   | Diego Rodríguez     |     |
| 8     | MED   | Ramon Arriaga       |     |
| 10    | MED   | Inri Manzo          | 58' |
| 12    | MED   | Ernest Nungaray     |     |
| 19    | MED   | Cristofer Castillo  |     |
| 9     | DEL   | Dagoberto Mejia     |     |
| D. T. | D. T. | Ramon Villazeballos |     |

| 1     | POR   | Carlos Fernández    |     |
| 3     | DEF   | Francisco Santillan |     |
| 4     | DEF   | Juan Ramon Zazueta  |     |
| 16    | DEF   | Edgar Coba          |     |
| 6     | MED   | Cesar Moreno        |     |
| 7     | MED   | Luis Arcadio Garcia |     |
| 10    | MED   | Jose Pozos          |     |
| 21    | MED   | Edwin Villeda       | 77' |
| 22    | MED   | Juan José Calderón  |     |
| 23    | DEL   | Jairo Henríquez     |     |
| 11    | DEL   | Amet Ramirez        | 45' |
| D. T. | D. T. | Pablo Sabater       |     |

| 20 | Centrocampista | Ricardo Hernández | 58' |

| 17 | Centrocampista | Hugo Ledezma  | 45' |
| 9  | Delantero      | Eduardo López | 77' |

| 41' · 48' · 79' | Diego Rodríguez Ernesto Rodríguez Ramon Arriaga | 1:1 2:2 3:2 |

| 29' · 47' | Amet Ramirez Edgar Coba | 1:0 1:2 |

| 31' · 46' · 60' | Diego Rodríguez Ernest Nungaray Alfonso Luna |

| 67' | Edwin Villeda |

| 45' | Juan Ramon Zazueta |

| Principal  | Saúl Fernando Orozco |
| Asistentes | Alejandro Meza       |
|            | Karen Diaz           |
| Cuarto     | Javier Rios          |

|                    |   |   |
| Tiros              | - | - |
| Tiros a puerta     | - | - |
| Faltas             | - | - |
| Saques de esquina  | - | - |
| Penaltis           | - | - |
| Fueras de juego    | - | - |
| Posesión del balón | % | % |

| Alineación inicial |

### Final - Vuelta
| 1     | POR   | Carlos Fernandez    |     |
| 2     | DEF   | Benjamin Méndez     | 45' |
| 3     | DEF   | Francisco Santillan |     |
| 16    | DEF   | Edgar Coba          |     |
| 6     | MED   | Cesar Moreno        | 74' |
| 7     | MED   | Luis Arcadio Garcia |     |
| 10    | MED   | Jose Pozos          |     |
| 21    | MED   | Edwin Villeda       |     |
| 22    | MED   | Juan José Calderón  |     |
| 23    | DEL   | Jairo Henríquez     | 60' |
| 11    | DEL   | Amet Ramirez        |     |
| D. T. | D. T. | Salvador Patiño     |     |

| 1     | POR   | Guillermo Pozos     |     |
| 4     | DEF   | Gustavo Ramos       |     |
| 5     | DEF   | Alfonso Luna        |     |
| 15    | DEF   | Víctor Rosales      |     |
| 16    | DEF   | Ernesto González    |     |
| 7     | MED   | Diego Rodríguez     |     |
| 10    | MED   | Inri Manzo          |     |
| 19    | MED   | Cristofer Castillo  | 71' |
| 9     | MED   | Ricardo Hernandez   | 59' |
| 10    | MED   | Ernest Nungaray     | 77' |
| 11    | DEL   | Ramon Arriaga       |     |
| D. T. | D. T. | Ramon Villazeballos |     |

| 17 | Centrocampista | Hugo Ledezma  | 45' |
| 19 | Delantero      | Jose Torres   | 60' |
| 9  | Delantero      | Eduardo López | 74' |

| 14 | Defensa   | Cristian Zamudio         | 59' |
| 11 | Delantero | David Acuña              | 71' |
| 6  | Delantero | Alejandro David González | 77' |

| 90' +2 | Hugo Ledezma | 1:1 |

| 2' | Diego Rodríguez | 1:0 |

| 41' · 51' | Alfonso Luna Ricardo Hernandez |

| Principal  | Angel Flores      |
| Asistentes | Issac Bustos      |
|            | Eduardo Acosta    |
| Cuarto     | Leopoldo Guerrero |

|                    |   |   |
| Tiros              | - | - |
| Tiros a puerta     | - | - |
| Faltas             | - | - |
| Saques de esquina  | - | - |
| Penaltis           | - | - |
| Fueras de juego    | - | - |
| Posesión del balón | % | % |

| Alineación inicial |

| 1     | POR   | Carlos Fernandez    |     |
| 2     | DEF   | Benjamin Méndez     | 45' |
| 3     | DEF   | Francisco Santillan |     |
| 16    | DEF   | Edgar Coba          |     |
| 6     | MED   | Cesar Moreno        | 74' |
| 7     | MED   | Luis Arcadio Garcia |     |
| 10    | MED   | Jose Pozos          |     |
| 21    | MED   | Edwin Villeda       |     |
| 22    | MED   | Juan José Calderón  |     |
| 23    | DEL   | Jairo Henríquez     | 60' |
| 11    | DEL   | Amet Ramirez        |     |
| D. T. | D. T. | Salvador Patiño     |     |

| 1     | POR   | Guillermo Pozos     |     |
| 4     | DEF   | Gustavo Ramos       |     |
| 5     | DEF   | Alfonso Luna        |     |
| 15    | DEF   | Víctor Rosales      |     |
| 16    | DEF   | Ernesto González    |     |
| 7     | MED   | Diego Rodríguez     |     |
| 10    | MED   | Inri Manzo          |     |
| 19    | MED   | Cristofer Castillo  | 71' |
| 9     | MED   | Ricardo Hernandez   | 59' |
| 10    | MED   | Ernest Nungaray     | 77' |
| 11    | DEL   | Ramon Arriaga       |     |
| D. T. | D. T. | Ramon Villazeballos |     |

| 17 | Centrocampista | Hugo Ledezma  | 45' |
| 19 | Delantero      | Jose Torres   | 60' |
| 9  | Delantero      | Eduardo López | 74' |

| 14 | Defensa   | Cristian Zamudio         | 59' |
| 11 | Delantero | David Acuña              | 71' |
| 6  | Delantero | Alejandro David González | 77' |

| 90' +2 | Hugo Ledezma | 1:1 |

| 2' | Diego Rodríguez | 1:0 |

| 41' · 51' | Alfonso Luna Ricardo Hernandez |

| Principal  | Angel Flores      |
| Asistentes | Issac Bustos      |
|            | Eduardo Acosta    |
| Cuarto     | Leopoldo Guerrero |

|                    |   |   |
| Tiros              | - | - |
| Tiros a puerta     | - | - |
| Faltas             | - | - |
| Saques de esquina  | - | - |
| Penaltis           | - | - |
| Fueras de juego    | - | - |
| Posesión del balón | % | % |

| Alineación inicial |

| 1     | POR   | Carlos Fernandez    |     |
| 2     | DEF   | Benjamin Méndez     | 45' |
| 3     | DEF   | Francisco Santillan |     |
| 16    | DEF   | Edgar Coba          |     |
| 6     | MED   | Cesar Moreno        | 74' |
| 7     | MED   | Luis Arcadio Garcia |     |
| 10    | MED   | Jose Pozos          |     |
| 21    | MED   | Edwin Villeda       |     |
| 22    | MED   | Juan José Calderón  |     |
| 23    | DEL   | Jairo Henríquez     | 60' |
| 11    | DEL   | Amet Ramirez        |     |
| D. T. | D. T. | Salvador Patiño     |     |

| 1     | POR   | Guillermo Pozos     |     |
| 4     | DEF   | Gustavo Ramos       |     |
| 5     | DEF   | Alfonso Luna        |     |
| 15    | DEF   | Víctor Rosales      |     |
| 16    | DEF   | Ernesto González    |     |
| 7     | MED   | Diego Rodríguez     |     |
| 10    | MED   | Inri Manzo          |     |
| 19    | MED   | Cristofer Castillo  | 71' |
| 9     | MED   | Ricardo Hernandez   | 59' |
| 10    | MED   | Ernest Nungaray     | 77' |
| 11    | DEL   | Ramon Arriaga       |     |
| D. T. | D. T. | Ramon Villazeballos |     |

| 17 | Centrocampista | Hugo Ledezma  | 45' |
| 19 | Delantero      | Jose Torres   | 60' |
| 9  | Delantero      | Eduardo López | 74' |

| 14 | Defensa   | Cristian Zamudio         | 59' |
| 11 | Delantero | David Acuña              | 71' |
| 6  | Delantero | Alejandro David González | 77' |

| 90' +2 | Hugo Ledezma | 1:1 |

| 2' | Diego Rodríguez | 1:0 |

| 41' · 51' | Alfonso Luna Ricardo Hernandez |

| Principal  | Angel Flores      |
| Asistentes | Issac Bustos      |
|            | Eduardo Acosta    |
| Cuarto     | Leopoldo Guerrero |

|                    |   |   |
| Tiros              | - | - |
| Tiros a puerta     | - | - |
| Faltas             | - | - |
| Saques de esquina  | - | - |
| Penaltis           | - | - |
| Fueras de juego    | - | - |
| Posesión del balón | % | % |

| Alineación inicial |

| 1     | POR   | Carlos Fernandez    |     |
| 2     | DEF   | Benjamin Méndez     | 45' |
| 3     | DEF   | Francisco Santillan |     |
| 16    | DEF   | Edgar Coba          |     |
| 6     | MED   | Cesar Moreno        | 74' |
| 7     | MED   | Luis Arcadio Garcia |     |
| 10    | MED   | Jose Pozos          |     |
| 21    | MED   | Edwin Villeda       |     |
| 22    | MED   | Juan José Calderón  |     |
| 23    | DEL   | Jairo Henríquez     | 60' |
| 11    | DEL   | Amet Ramirez        |     |
| D. T. | D. T. | Salvador Patiño     |     |

| 1     | POR   | Guillermo Pozos     |     |
| 4     | DEF   | Gustavo Ramos       |     |
| 5     | DEF   | Alfonso Luna        |     |
| 15    | DEF   | Víctor Rosales      |     |
| 16    | DEF   | Ernesto González    |     |
| 7     | MED   | Diego Rodríguez     |     |
| 10    | MED   | Inri Manzo          |     |
| 19    | MED   | Cristofer Castillo  | 71' |
| 9     | MED   | Ricardo Hernandez   | 59' |
| 10    | MED   | Ernest Nungaray     | 77' |
| 11    | DEL   | Ramon Arriaga       |     |
| D. T. | D. T. | Ramon Villazeballos |     |

| 17 | Centrocampista | Hugo Ledezma  | 45' |
| 19 | Delantero      | Jose Torres   | 60' |
| 9  | Delantero      | Eduardo López | 74' |

| 14 | Defensa   | Cristian Zamudio         | 59' |
| 11 | Delantero | David Acuña              | 71' |
| 6  | Delantero | Alejandro David González | 77' |

| 90' +2 | Hugo Ledezma | 1:1 |

| 2' | Diego Rodríguez | 1:0 |

| 41' · 51' | Alfonso Luna Ricardo Hernandez |

| Principal  | Angel Flores      |
| Asistentes | Issac Bustos      |
|            | Eduardo Acosta    |
| Cuarto     | Leopoldo Guerrero |

|                    |   |   |
| Tiros              | - | - |
| Tiros a puerta     | - | - |
| Faltas             | - | - |
| Saques de esquina  | - | - |
| Penaltis           | - | - |
| Fueras de juego    | - | - |
| Posesión del balón | % | % |

| Alineación inicial |

| Campeón de Ascenso 2013-14    |
| ----------------------------- |
|                               |
| Atlético Coatzacoalcos        |
| 1° Título                     |
| Asciende a la Liga de Ascenso |